# 2008年加拿大联邦大选
2008年加拿大联邦大选（正式稱為第40屆加拿大大選）於2008年10月14日舉行，選舉出第40屆加拿大下議院共308名議員。第39屆下議院稍早於2008年9月7日解散。

## 背景
國會於2007年通過法案，將下一次大選定為2009年10月19日，並規定除非不信任動議令政府下台，大選會於每四年10月第三個星期一舉行。但是，相關法案對總督並無任何約束力。總理哈珀就以下議院不能運作為理由，要求總督解散國會。

### 2006年聯邦大選
超過65%的合資格選民於2006年聯邦大選中投票，保守黨獲得36%的選票，取得124席，自由黨取得30%的選票，得到96席。而魁人政團及新民主黨分別得到48及30席。

### 2006年大選後發生事件
自2006年大選後，七個議員改變其所屬黨派，分別是艾民信（David Emerson），康瓦吉（Wajid Khan）和高穆斯（Joe Comuzzi）由自由黨轉投保守黨；特納（Garth Turner）由保守黨轉投自由黨，威爾遜（Blair Wilson）由自由黨轉為獨立人士再轉投綠黨；蒂博 (Louise Thibault)由魁人政團轉為獨立人士，卡西（Bill Casey）由保守黨轉為獨立人士。在補選中，新民黨由自由黨取得一個議席；保守黨從自由黨及魁人政團取得席位，共兩席。原來的四個席位中，三個由自由黨取得，一個由魁人黨取得。
據政治專家所說，哈珀將會於2007年初舉行選舉，重選眾議院議席。然而，亦有人認為他會等候魁省完成其省選後才進行選舉，以便衡量魁省內聯邦支持者的實力。
《環球郵報》於2007年2月15日指保守黨當時正準備於2007年3月財政預算案後進行選舉。其中的原因可能是因為有關時間為準備作強化保守黨勢力，認為保守黨總理哈珀比狄安更有領導才能。
一份保守黨的內部備忘錄於2007年3月17日洩露到加聯社，指黨員需於下週內準備競選活動。有關備忘錄要求黨員捐出75-150元加幣以協助早期競選活動。所有這些有關2007聯邦選舉的謠言後來不攻自破，但大多數專家仍然認為聯邦選舉將於原定選舉日期2009年10月19日前，2008年的某個時候進行。
在訪問紐芬蘭與拉布拉多省時，哈珀暗示可能於2008年8月中解散國會。他亦指出狄安令國會更「功能失調」。哈珀說他將於接著的時刻進行判斷這個國會能否積極發揮其效用。在發表講話之前，新民主黨和魁人政團均對政府投不信任動議，自由黨則投贊成或棄權票。謠言指選舉有可能因哈珀在多倫多冬谷西宣佈第四屆聯邦補選於9月22日舉行，進一步證明大選可能在秋季舉行。

## 外部連結

### 政府連結
- 加拿大選舉局官方網站（页面存档备份，存于）
  - 加拿大選舉提名數據庫（页面存档备份，存于）
- 加拿大國會官方網站（页面存档备份，存于）
- 加拿大總理官方網站（页面存档备份，存于）

### 一般連結
- Canada elections links wiki via Democracies Online
- Election 2008 Links（页面存档备份，存于） via MILNEWS.ca - Military News for Canadians
- Fairvote Canada（页面存档备份，存于） – About proportional representation

### 選舉報道
- Nodice.ca – Canadian federal election 2008
- Politics Watch（页面存档备份，存于）
- MILNEWS.ca coverage of defence issues in campaign[]

### 意見調查
- Nodice.ca – Canadian federal election 2008 – Public Opinion Polls
- Paulitics blog – ongoing coverage of federal polls & long term trends in party support
- Pollingreport.ca

### 選情預測
- Election Prediction Project（页面存档备份，存于）
- Hill and Knowlton election predictor
- LISPOP – Projected distribution of seats
- Trendlines Election Projection

### 網誌
- Green Bloggers – Green blogs
- LibLogs – Liberal blogs
- The Blogging Dippers – New Democrat blogs
- The Blogging Tories – Conservative blogs

### 黨派網站

#### 下議員有代表的黨派
- 魁人黨（页面存档备份，存于）
- 保守黨（页面存档备份，存于）
- 自由黨（页面存档备份，存于）
- 新民主黨（页面存档备份，存于）
- 綠黨（页面存档备份，存于）

#### 下議員無代表的黨派
- 加拿大动物联盟及环境选民党（页面存档备份，存于）
- 加拿大行動黨
- 加拿大基督教傳統黨（页面存档备份，存于）
- 加拿大共產黨（页面存档备份，存于）
- 加拿大第一人民国家党
- 加拿大自由论者党（页面存档备份，存于）
- 大麻党
- 加拿大马克思列宁主义党（页面存档备份，存于）
- NeoRhino.ca（页面存档备份，存于）
- 纽芬兰和拉布拉多第一党
- 加拿大人民政治权力党
- 进步加拿大人党（页面存档备份，存于）
- 西部聯盟黨（页面存档备份，存于）
- 減少工作黨（页面存档备份，存于）